# Meppershall
Meppershall, est un village perché et une paroisse civile du Central Bedfordshire, en Angleterre.